# El pintallavis (pel·lícula)
El pintallavis (en italià Il rossetto) és una pel·lícula italiana de drama criminal estrenada el 1960 i dirigida per Damiano Damiani. Va ser el seu llargmetratge de debut, ja que fins aleshores només havia dirigit dos documentals, tot i que havia elaborat nombrosos guions. Ha estat traduïda al català i estrenada a TV3 el 18 de juliol de 1989.
La trama de la pel·lícula està lleugerament inspirada en fets d'actualitat. Pietro Germi va reprendre, amb lleugeres modificacions, els personatges interpretats a Un maledetto imbroglio.

## Argument
Una prostituta és trobada morta en un edifici contigu al de Silvana, una noia de tretze anys que està enamorada del seu veí Gino, un home atractiu de 30 anys. Silvana va veure un dia a Gino sortint del pis de la dona assassinada i intenta usar aquesta informació per acostar-se a ell. Mentrestant, el Comissari Fioresi intenta resoldre el cas.

## Repartiment
- Pierre Brice: Gino
- Georgia Moll: Lorella
- Pietro Germi: Commissario Fioresi
- Laura Vivaldi: Silvana
- Bella Darvi: Nora
- Ivano Staccioli: Mauri
- Renato Mambor: Vincenzo
- Erna Schürer: Cinzia

## Palmarès
Fou exhibida al Festival Internacional de Cinema de Sant Sebastià 1960.